# Tata Binding Protein
La TATA Binding Protein o TBP è una proteina legante che si lega specificamente alla TATA box. È un fondamentale fattore di trascrizione, indispensabile per assemblare la macchina di trascrizione eucariotica. 

## Struttura
Fino a poco tempo fa si considerava il fattore di trascrizione TFIID il responsabile del riconoscimento della TATA box, in realtà TFIID è un complesso fatto da TBP più le TAFs.
Alla cristallografia ai raggi X si presenta con la caratteristica forma a sella, la cui concavità è caratterizzata da 8 foglietti β e 2 estremità (o staffe) che interagiscono direttamente con il DNA. La faccia convessa è la responsabile delle interazioni con altri fattori di trascrizione, come TFIIB.

## Meccanismi di azione
TBP è capace di compiere il primo passo nella sequenza di eventi che porteranno all'attivazione del promotore, il legame che realizza col DNA a livello della sequenza TATA, ma può attivare anche i promotori privi di TATA (TATAless), è l'unica proteina in grado di legarsi al solco minore e indurre una curvatura di 80° (detto bending) grazie a due piegamenti o kink, causati dall'introduzione delle due staffe nel solco minore del DNA. In questo modo il contributo all'attivazione è molteplice: conferisce al promotore una topologia che favorisce il legame con gli altri fattori, primo fra tutti TFIIB ma nello stesso tempo rende il solco maggiore libero di essere riconosciuto da altre proteine necessarie alla trascrizione.

## Interazioni
Si è visto che TBP è capace di dimerizzare e ciò contribuisce a ridurre la concentrazione attiva, in quanto solo in forma monomerica TBP può legare il DNA, a conferma di ciò numerosi lavori hanno dimostrato che fattori quali TFIIA sono capaci di legare debolmente TBP, riducendo la quota dimerica e favorendone il legame al DNA, per questo TFIIA viene definito un antirepressore della trascrizione.
Altra proteina con cui interagisce TBP è TFIIB, in questo caso TBP è capace di reclutare il fattore di trascrizione e indurlo a posizionarsi correttamente sul promotore legando il DNA sul sito B.